# آی‌ان‌اس حیمجیری (اف۳۴)
آی‌ان‌اس حیمجیری (اف۳۴) (به انگلیسی: INS Himgiri (F34)) یک کشتی بود که طول آن ۱۱۳ متر (۳۷۱ فوت) بود.